# HMS E41
HMS E41 – brytyjski okręt podwodny typu E. Zbudowany w latach 1914–1915. Budowę rozpoczęła firma Palmers Shipbuilding and Iron Co. w Jarrow, a został dokończony w Cammell Laird, Birkenhead. Okręt został wodowany 22 października 1915 roku i rozpoczął służbę w Royal Navy 1 lutego 1916 roku.
E41 został przystosowany do stawiania min.
15 sierpnia 1916 roku biorący udział w manewrach w pobliżu Harwich HMS E4 pod dowództwem Lt. Cdr. J.T. Tenisona, został staranowany przez uczestniczący w tych samych ćwiczeniach E41. E4 zatonął w ciągu około dwóch minut. Nikt z jego załogi nie ocalał. Z HMS E41 zostało uratowanych tylko 14 z 30 marynarzy. Oba okręty zostały odnalezione, wydobyte i powróciły do służby.
6 września 1922 roku okręt został sprzedany firmie Ellis & Cok.